# Unternehmen Wintergewitter
Unternehmen Wintergewitter war der Deckname für einen im Zweiten Weltkrieg fehlgeschlagenen Entsatzangriff der Heeresgruppe Don mit ca. 50.000 Mann und
250 Panzern gegen etwa dreifach überlegene Kräfte, um die im Laufe der Schlacht von Stalingrad eingeschlossene 6. Armee zu befreien (12.–23. Dezember 1942).

## Hintergrund

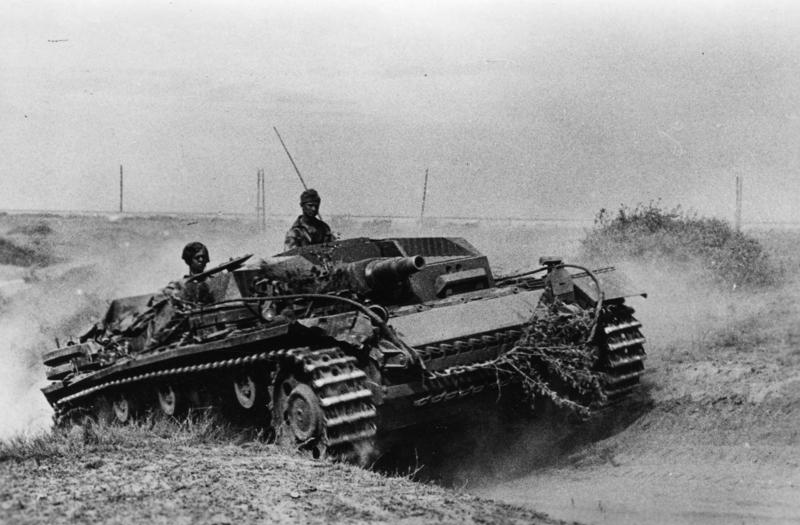
Sturmgeschütz III vor Stalingrad im September 1942

Die in der Schlacht von Stalingrad stehenden deutschen und verbündeten Truppen waren in der Folge der sowjetischen Operation Uranus  eingekesselt worden. Das Oberkommando der 4. Panzerarmee musste sich am 21. November zurückziehen. Auf einen Führerbefehl hin gab es das Kommando über alle seine deutschen Verbände an die 6. Armee ab. In einer ungeordneten Flucht zog sich die 4. Panzerarmee hinter den Don zurück, wo der Brückenkopf noch bis zum 13. Dezember gehalten werden konnte. Das Oberkommando der 6. Armee (AOK 6), zunächst in Golubinskaja 15 km nördlich von Kalatsch, verlegte nach Nischne-Tschirskaja, von wo aus General der Panzertruppe Paulus am nächsten Tag, dem 22. November 1942, in den Kessel flog.

## Vorbereitungen

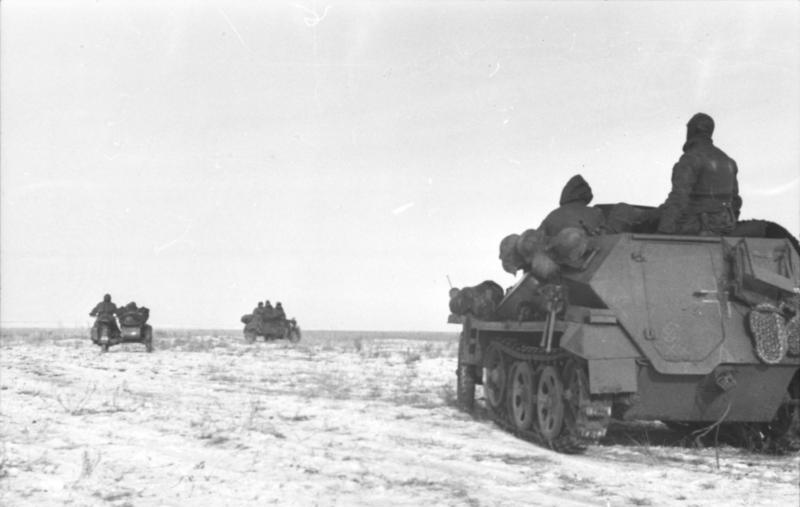
Deutsche Truppen vor Stalingrad im Winter 1942

Im Kessel ergriff General der Artillerie Walther von Seydlitz-Kurzbach, Kommandierender General des LI. Armeekorps, die Initiative und arbeitete mit seinem Generalstab einen Plan für den Ausbruch aus. Die Befehlshaber der anderen Korps im Kessel sowie das AOK 6 teilten seine Ansichten vollständig. Der Termin wurde auf den 25. November festgelegt und mit dem Einverständnis der Heeresgruppe B die notwendige Umgruppierung befohlen. Der Ausbruch sollte in drei Etappen erfolgen, wobei die Truppen schrittweise aus dem Norden des Kessels in den Süden verlegt werden sollten, bevor dann ein Panzerkeil die feindlichen Linien durchstoßen und der nachfolgenden Infanterie den Weg nach Süden freimachen sollte. Die Vorbereitungen gediehen so weit, dass nur noch die Erlaubnis vom Oberkommando des Heeres fehlte. 130 Panzer und 17.000 Mann standen für die erste Welle bereit, 40.000 Soldaten für die zweite.
Hitler hatte bereits am 22. November Befehl gegeben, den Kessel zu halten. In einem Gespräch mit dem Generalstabschef, General der Infanterie Kurt Zeitzler, ließ er sich überzeugen, den Ausbruch zu genehmigen. Ihm wurde versichert, dass die zurückgenommene Front sowie die Heeresgruppe A in ihren Stellungen gehalten werden können. Bei der Heeresgruppe B glaubte man, dass der Ausbruchsbefehl stündlich eintreffen könne. Als dieser am 24. November um 10:45 Uhr noch immer nicht erteilt war, bereitete die Heeresgruppe eigenmächtig dessen Herausgabe vor. Nun erhielt das AOK 6 über die Heeresgruppe hinweg jedoch den Führerbefehl, bis auf weiteres auszuhalten. Ursache für Hitlers Haltung war das Versprechen des Oberbefehlshabers der Luftwaffe, Hermann Göring, die 6. Armee aus der Luft versorgen zu können.
Am 25. November wurde Generalfeldmarschall Erich von Manstein die neugebildete Heeresgruppe Don mit dem Auftrag unterstellt, durch Angriff der 4. Panzerarmee die Verbindung zur Festung Stalingrad wiederherzustellen. Die Heeresgruppen A und B sollten ihre Stellungen am mittleren Don sowie im Kaukasus halten. Manstein hielt diese Aufgabe freilich für undurchführbar: Er plädierte für einen gemeinsamen Entlastungsangriff der Heeresgruppen Don und A bei gleichzeitigem Ausbruch der 6. Armee und eine Zurücknahme der Front auf Donez und Mius. Mit seiner Ansicht konnte er sich im Führerhauptquartier (FHQ) aber nicht durchsetzen. Hitler bestand darauf, die Stellungen sowohl im Kaukasus als auch in Stalingrad zu halten, und lehnte jede Frontrücknahme ab.
So teilte Manstein nun seine Heeresgruppe zur Vorbereitung des Entsatzangriffes in zwei Teile: die Armeegruppe Hollidt mit Front am Tschir im Norden und Don im Osten und die im Süden stehende Armeegruppe Hoth jenseits des Dons. Ursprünglich hatten beide Teile der Heeresgruppe Don angreifen sollen; da die für die Armeegruppe Hollidt vorgesehenen Verbände aber nicht eintrafen und die Entwicklung der Lage am Tschir ein offensives Vorgehen nicht zuließ, verblieb sie in ihrer Stellung. Die unter Generaloberst Hoth stehende Armeegruppe erhielt am 1. Dezember somit allein den Befehl zur Durchführung des Unternehmens Wintergewitter. Zu diesem Zeitpunkt war sie jedoch noch nicht voll einsatzfähig: Die unterstellten rumänischen Truppenteile waren unzureichend ausgerüstet und bereits in den vorangegangenen Kämpfen stark dezimiert und demoralisiert worden. Von den deutschen war bisher nur die 6. Panzer-Division einsatzbereit. Die Ankunft der 17. Panzer-Division war noch völlig ungewiss und die 23. Panzer-Division traf nur sehr langsam ein. Zudem musste die ebenfalls vorgesehene neu aufgestellte 15. Luftwaffen-Felddivision erst im rückwärtigen Gebiet unter Hochdruck ihre Grundausbildung beenden.
Der zunächst auf den 8. Dezember festgesetzte Angriffstermin konnte unter diesen Umständen nicht eingehalten werden. Die deutsche Führung wartete zudem für ein besseres Vorankommen auf eine Kälteperiode mit Bodenfrost. Diese trat ab dem 10. Dezember ein.
Das aus dem Kaukasusgebiet zurückgezogenen IV. Fliegerkorps der Luftflotte 4 sollte seine gesamten einsatzbereiten Fliegerkräfte zur Unterstützung des Angriffs verwenden. So standen dem Korps am 10. Dezember 179 Flugzeuge jeglicher Art zur Verfügung.

## Der Entsatzangriff

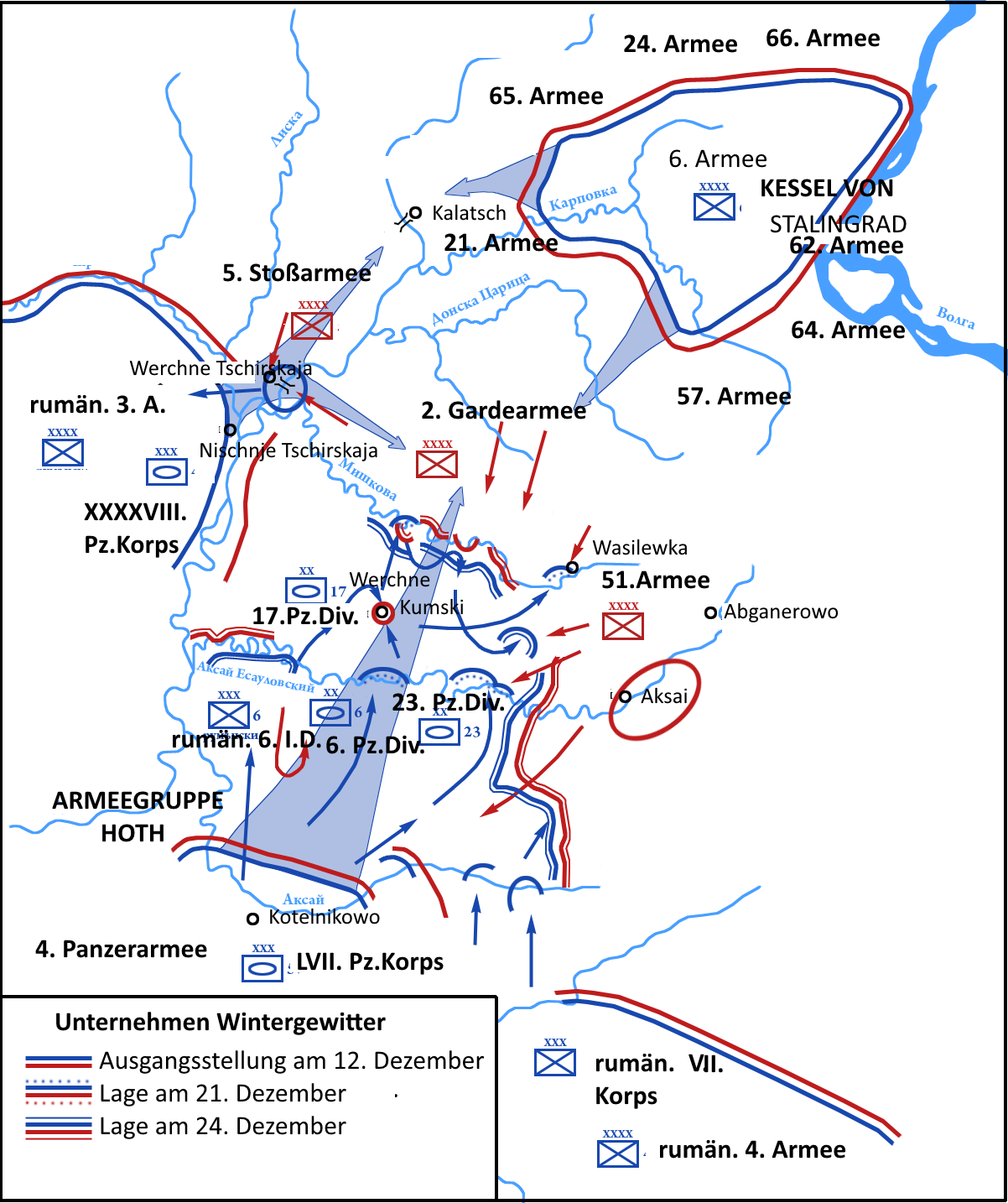
Geplanter Verlauf (hellblaue Pfeile) und tatsächliche Angriffsbewegungen bis zum 23. Dezember

Da die Entwicklung der Lage bei der 6. Armee einen längeren Aufschub verbot, entschied sich Hoth am 12. Dezember für den Angriff, ohne das Eintreffen der 17. Panzer-Division abzuwarten. Auf deutscher Seite war man optimistisch; es wurde von den Militärstrategen insgesamt für unmöglich gehalten, eine Kesselumfassung gegen ein anrückendes Entsatzheer zu halten.
Das LVII. Panzerkorps (General der Panzertruppe Kirchner) griff aus dem Raum Kotelnikowo an und erreichte bis zum Abend das Ufer des Aksai, wo es alle Vorbereitungen für den Übergang am nächsten Tag traf.
Am 13. Dezember drang Kirchners Korps auf das Höhengelände von Werchne Kumski vor, wo es auf starken Widerstand der sowjetischen 2. Gardearmee stieß. So meldete die 6. Panzer-Division am 15. Dezember den Verlust von 23 Panzern und acht Feldhaubitzen. Der bis zu dieser Zeit erreichte Vorstoß von rund 60 km hatte beträchtliche materielle und personelle Verluste zur Folge. Nachdem die 17. Panzer-Division (Generalleutnant von Senger und Etterlin) am 17. Dezember auf dem Gefechtsfeld eingetroffen war, konnte am 19. der sowjetische Widerstand gebrochen und das südliche Ufer des Flusses Myschkowa gewonnen werden.
Die kampfkräftige 2. Gardearmee wurde von Generalmajor Malinowski kommandiert und war vom sowjetischen Oberkommando für den Fall eines deutschen Entsatzangriffes vorsorglich in folgender Gliederung als Reserve bereitgestellt worden:
1. Garde-Schützenkorps, Generalmajor Iwan Iljitsch Missan
- 24. und 33. Garde- sowie 98. Schützen-Division

13. Garde-Schützenkorps, Generalmajor Porphyri Georgjewitsch Tschantschibadze
- 3. und 49. Garde- sowie 387. Schützen-Division

2. Garde-mechanisierte Korps, Generalmajor Karp Wassiljewitsch Swiridow
- 4., 5. und 6. Garde-mechanisierte Brigade
- 21. Panzerbrigade, 21. Garde-Panzerregiment
- 52., 128., 223. separate Panzerregiment

Um die deutschen Gegenangriffe gegen seine Flanken abzuwehren, wurden General Malinowski am 17. Dezember das 4. Kavalleriekorps (61. und 81. Kavalleriedivision, 149. Panzerabwehr-Artillerie-Regiment) der links benachbarten 51. Armee und am rechten Flügel das 4. mechanisierte Korps der neu formierten 5. Stoßarmee sowie die 300. und 87. Schützendivision taktisch unterstellt.
Das Kriegstagebuch der 6. Panzerdivision vermerkte für den 18. Dezember, dass die Kämpfe um Werchne Kumskij von großer, wenn nicht von entscheidender Bedeutung für die Sprengung des Kessels sein würden. Bewährte Ostkämpfer äußerten später, dass der Angriff auf Werchne Kumskij am 18. Dezember das Härteste gewesen sei, was sie je erlebt hätten. Von allen Seiten umgangene Sowjetsoldaten hätten sich nicht ergeben, sondern auf kürzeste Entfernung weitergeschossen. Am selben Tag wurde dem 4. mechanisierten Korps, das mit Teilen Werchne Kumskij verteidigte, von Stalin der Garde-Titel verliehen.
Die sowjetische Seite setzte bei den Kämpfen eine neue Taktik ein. An die Panzer wurden Pak angehängt, deren Bedienungsmannschaft auf den Panzern saß. Wurde den Panzern die Gegenwehr zu stark, setzten sich die Panzer unter dem Schutz der genauer schießenden und schwerer auszumachenden Pak ab, um sich neu zu formieren oder an anderer Stelle zuzufassen.
In einem Handstreich besetzte die 6. Panzer-Division (Generalleutnant Raus) in der Nacht auf den 20. Dezember die einzige Brücke über die Myschkowa und richtete am Nordufer einen Brückenkopf ein. Die Spitzen der Armeegruppe hatten sich damit bis auf 55 km dem Einschließungsring um Stalingrad genähert und konnten bereits über die öde Steppe hinweg die Leuchtkugeln der Südfront des Kessels erkennen. Vom 20. bis zum 22. Dezember kämpfte die 23. Panzer-Division (General Vormann) um die Erweiterung des Brückenkopfes. Die Lage verbot aber ein weiteres Vorstoßen: So riss nicht nur die Verbindung zum Brückenkopf mehrmals ab, sondern auch die Lage im Rücken der Truppen auf der Südseite der Myschkowa war alles andere als bereinigt; die sowjetische Führung hatte damit begonnen, alle verfügbaren Truppen in die Flanken der Entsatzarmee zu werfen.
Zudem griff die Rote Armee jetzt auch die Armeeabteilung Hollidt an und drückte deren Brückenkopf bei Nischni-Tschirskaja ein. Die Donbrücken von Akimowski und Lutschenski waren bereits in der Hand der Sowjets. Damit bestand die Gefahr, dass die Armeegruppe Hoth auf dem westlichen Ufer des Dons umgangen werden würde und es zu einem weiteren Kessel kommen könnte. Da schon der benötigte Nachschub für den Stalingrader Kessel nur unzureichend eingeflogen wurde, war klar, dass die Luftwaffe keinen weiteren Kessel würde versorgen können. So blieb nur der verlustreiche Rückzug, der zumindest die noch kampftauglichen Verbände der Entsatzarmee rettete.

## Abbruch des Angriffs
Im Kessel waren zum zweiten Mal alle Vorbereitungen für den Ausbruch getroffen worden, der auf das Stichwort „Donnerschlag“ erfolgen sollte: Panzer- und Truppenverbände lagen schwerpunktmäßig im Süden, alle überflüssige Ausrüstung und das zurückzulassende Material waren vernichtet, die Riegelstellungen und Bunker am Nordrand des Kessels aufgegeben worden. Zu dieser Zeit schätzte das AOK 6, aufgrund des allgemeinen Kräfteverfalls der Truppe sowie des Brennstoff- und Munitionsmangels nur noch zu einem Ausbruch bis 15 km Tiefe befähigt zu sein. Es sollte vor dem Ausbruch daher abgewartet werden, bis die Armeegruppe Hoth bis auf 18 km herangekommen wäre. Am 21. Dezember erteilte Hitler die Genehmigung für den Angriff der 6. Armee, sofern Stalingrad gehalten würde. Noch am selben Tag forderte das FHQ die Brennstoffunterlagen der Armee an, wobei sich herausstellte, dass der Treibstoff nur noch eine maximale Eindringtiefe der Panzer von 30 km erlaubte. Daraufhin zog Hitler seine Erlaubnis wieder zurück, um zu vermeiden, dass das schwere Material in der Steppe zurückgelassen werden müsste.
Trotz der Lage im Rücken des Brückenkopfes und des Anmarsches weiterer motorisierter Feindkräfte entschloss sich Generaloberst Hoth, den Angriff fortzusetzen. Jedoch war der Roten Armee mit der Operation Kleiner Saturn  bereits am 17. und 18. Dezember bei der italienischen 8. Armee auf dem Südflügel der Heeresgruppe B ein Einbruch von wenigstens 45 km Tiefe gelungen und die Front auf einer Breite von 150 km aufgerissen. An den folgenden Tagen stießen drei sowjetische Panzerkorps durch die Frontlücke in Richtung des Flugplatzes bei Tazinskaja, von dem aus die Masse der Versorgungsflüge in Richtung Stalingrader Kessel abgefertigt wurde, vor (Raid auf Tazinskaja). Damit waren die Nordflanke der Heeresgruppe Don und in der Folge die gesamte Heeresgruppe Süd als auch die Luftversorgung der 6. Armee aufs Äußerste bedroht. Deswegen erteilte Generalfeldmarschall von Manstein am 23. Dezember der Armeegruppe Hoth den Befehl, den Angriff einzustellen und zur Abwehr überzugehen. Die 6. Panzer-Division sollte dann von der Gruppe Hoth in den bedrohten Raum abgegeben werden. Hoth war der Ansicht, dass seine inzwischen erfolgte Umgruppierung den Vorstoß aus dem Brückenkopf gewährleiste und bereits eine Annäherung auf 25 km für einen Ausbruch der 6. Armee ausreichen müsse. Die 4. Panzerarmee war bereit, am 24. Dezember mit allen Kräften zur Entscheidungsschlacht anzutreten und unter Missachtung von Rücken- und Flankensicherung durchzustoßen. Der Befehl, die Panzer-Division abzugeben und den Raum zu halten, blieb jedoch bestehen. Damit war das Unternehmen Wintergewitter am 25. Dezember 1942 eingestellt.

## Nachspiel
Kurz nach der Abgabe der verlangten Panzer-Division am 24. Dezember ging die Rote Armee zum Angriff über. Gegenüber dem 1. Garde-Schützenkorps, 11. Garde-mechanisierten Korps sowie dem 7. und 13. sowjetischen Panzerkorps war die Front der Armeegruppe Hoth nicht mehr zu halten. In letzter Minute erhielt sie am 26. Dezember die Genehmigung, auf ihre Ausgangsstellung zurückzugehen. Diese Linie musste unter dem Ansturm der Rotarmisten in der Nacht zum 29. Dezember ebenfalls aufgegeben werden. Der Frontbogen an Tschir und Don hielt zwar, doch es war nur eine Frage der Zeit, bis auch er eingedrückt werden würde. Der Entsatz von Stalingrad war aussichtslos geworden. Die Heeresgruppe Don hielt ihre Stellung nur noch zu dem Zweck, den Weg für die zwischen Schwarzem Meer und Kaspischem Meer stehende Heeresgruppe A freizuhalten.
Entsatzhilfe war von der Heeresgruppe Don nicht mehr zu erwarten: Sie bereitete insgeheim bereits ihren weiteren Rückzug nach Taganrog vor. Auch die Heeresgruppe A, die noch im Raum nördlich des Kaukasus stand, hatte genug Mühe, ihren Rückzug über den Don zu organisieren, bevor die Rote Armee mit Stoßrichtung auf Rostow sie ebenfalls abschnitt. Dennoch war der 6. Armee vom FHQ mitgeteilt worden, dass sie durch die 17. Armee (Heeresgruppe A) entsetzt werden würde. Der von Manstein zum AOK 6 am 27. Dezember ausgesandte Emissär schilderte die Notwendigkeit zum sofortigen Ausbruch, doch Paulus lehnte wegen Hitlers Versprechen, die 6. Armee ausreichend zu versorgen und rechtzeitig zu entsetzen, jedes eigenmächtige Handeln ab. Die 6. Armee kapitulierte Januar/Anfang Februar 1943.